# Fredeburg
Fredeburg est une commune allemande de l'arrondissement du duché de Lauenbourg, dans le Land du Schleswig-Holstein.

## Géographie
Fredeburg se trouve sur l'ancienne route du sel (que reprend la Bundesstraße 207), au bord du Pinnsee, dans le parc naturel des lacs de Lauenbourg.

## Histoire
Un bergfried situé au lieu-dit « Christopherskrug » est mentionné pour la première fois en 1408 sous le nom de Vredeborch. Il fait partie de la muraille de Lübeck et il disparaît en 1683.